# Peter Friedrich Stephan

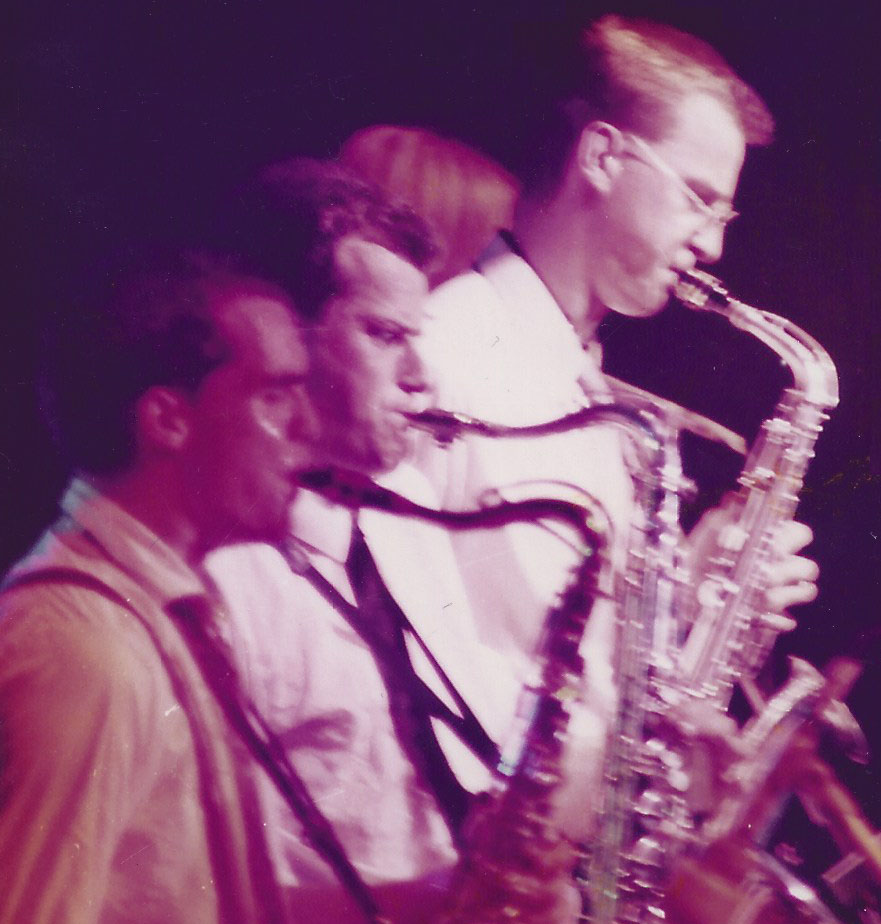
Stephan (links) als Saxophonist von Zatopek

Peter Friedrich Stephan (* 9. August 1959) ist ein deutscher Designer und Autor. Er ist seit 1997 Professor für Theorie und Design der Hypermedien an der Kunsthochschule für Medien Köln.

## Leben
1975 nahm Stephan an Jazzworkshops von Joe Viera an der Hochschule für Musik und Theater Hannover teil. Ab 1979 begann er ein Designstudium an der Hochschule der Künste Berlin, danach absolvierte er ein Musikstudium von 1980 bis 1983 am Creative Music Studio in Woodstock (New York) bei Karl Berger und von 1983 bis 1984 an der Hochschule für Musik und Theater Hamburg. 1982–1984 Gründer, Keyboarder und Tenorsaxofonist der Punk-Jazz Band Zatopek, 1984–1989 Keyboarder bei der Noise/Wave Band Mint, sowie 1986 kurzfristig bei Element of Crime. 1984–1989 wieder Designstudium in Berlin bei Hans Roericht und Beteiligung am Neuen Deutschen Design.
Stephan arbeitet seit 1983 als Autor, Designer, Produzent und Berater für Medienproduktionen im Umfeld der Unternehmenskommunikation. Er nimmt außerdem Lehraufträge an der Universität der Künste Berlin, der Universität St. Gallen und der International School of New Media in Lübeck wahr.
In den Jahren 1994 bis 1997 richtet Stephan zusammen mit Mihai Nadin an der Bergischen Universität Wuppertal das Fach „Computational Design“ neu ein.  Zwischen 1999 und 2005 ist er Mitglied im wissenschaftlichen Beirat der Deutschen Gesellschaft für Semiotik. Von 2003 bis 2005 war Stephan Mitbegründer und Co-Geschäftsführer des Forum Knowledge Media Design, das heute eine Fachgruppe in der Deutschen Gesellschaft für Informatik e.V. ist.
Stephan ist einer der Mitbegründer des Wissensdesigns in Deutschland und ist an der internationalen Entwicklung des „cognitive designs“ beteiligt. Seit 2006 betreibt er das Forschungsprojekt Raumstaben gemeinsam mit Claudius Lazzeroni von der Folkwang Hochschule in Essen. Im Jahr 2008 ist Stephan Mitveranstalter des Workshops Cognitive Design in Lübeck.

## Publikationen
- Wissensdesign – Gestalterische Aspekte künftiger Wissens(un)ordnungen, in: Lucke, Ulrike; Kindsmüller, Martin Christof; Fischer, Stefan; Herczeg, Michael; Seehusen, Silke (Hsrs.) 2008: Workshop Proceedings der Tagungen Mensch & Computer 2008, DeLFI 2008 und Cognitive Design 2008, Berlin: Logos, S. 452–456, ISBN 3-8325-2007-4
- Eintrag Information in Michael Erlhoff, Tim Marshall (Hrsg.) 2007: Wörterbuch Design, Basel u. a.: Birkhäuser. ISBN 3-7643-7738-0
- Zeitschrift i-com, Heft 2/2006: Knowledge Media Design, München: Oldenbourg (Co-Herausgeber). ISSN 1618-162X
- Cognitive Design – Eine Perspektive der Designforschung, in: Swiss Design Network 2005: Forschungslandschaften im Umfeld des Designs, Zürich: Museum für Gestaltung. ISBN 3-906437-14-0
- Knowledge Media Design – Theorie, Methoden, Praxis, München: Oldenbourg 2005 (Co-Herausgeber), 2. Auflage. ISBN 3-486-58014-0
- Einträge Informationsarchitektur, Interaktion, Multimedia, Navigation, User Interface, in: Thomas Schildhauer (Hrsg.) 2002: Lexikon des E-Commerce, München: Oldenbourg. ISBN 3-486-27263-2
- Scheitern als Chance – Corporate Identity in der digitalen Wirtschaft, in: Klaus Birkigt, Marinus Stadler, Hans Joachim Funck (Hrsg.) 2002: Corporate Identity – Grundlagen, Funktionen, Fallbeispiele, München: Verlag Moderne Industrie (11. Auflage). ISBN 3-478-25540-6
- Luigi Colani – Der Designer als Marke, Visionär und Erzähler, in: Museum für konkrete Kunst Ingolstadt, Hrsg. 2002: Experiment 70 – Designvisionen von Luigi Colani und Günter Beltzig, Katalog zur Ausstellung, Heidelberg: Edition Braus. ISBN 3-89904-042-2
- Denken am Modell – Gestaltung im Kontext bildender Wissenschaft, in: Bernhard E. Bürdek (Hrsg.) 2001: Der digitale Wahn, Frankfurt/M.: Suhrkamp. ISBN 3-518-12146-4
- Peter Friedrich Stephan (Hrsg.): Events und E-Commerce - Kundenbindung und Markenführung im Internet. - Springer: Berlin u. a., 2000. ISBN 3-540-66194-8
- Storyboard für Berlin Connection – Ein interaktiver Dokumentarthriller, CD-ROM des Jahres (c’t 25/99). ISBN 978-3-935709-00-2